# Ентото

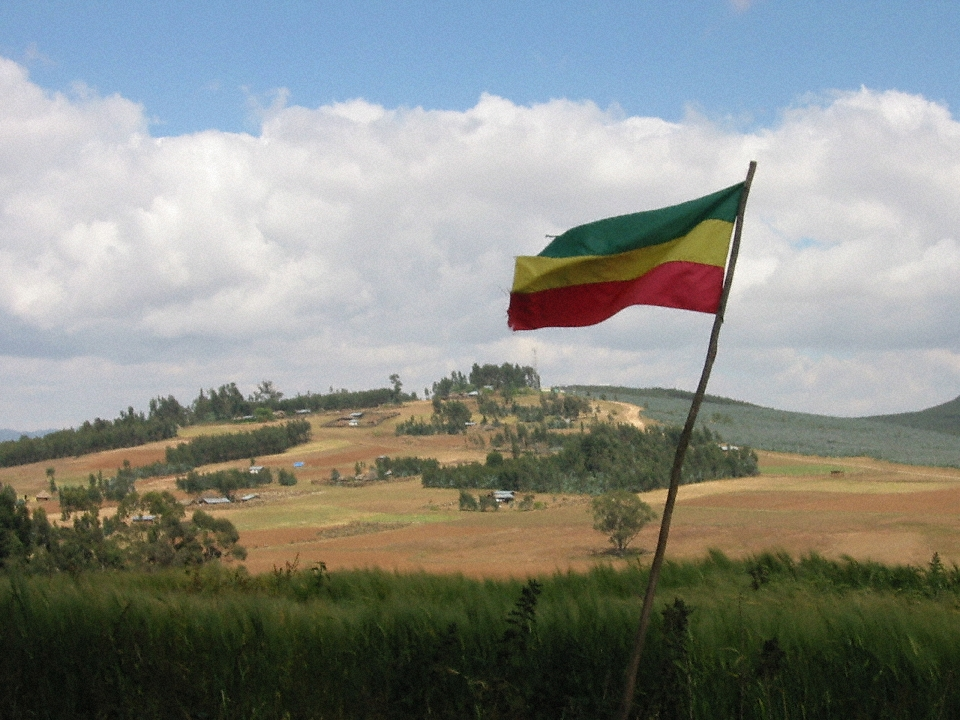
На вершині гори Ентото

Ентото (амх. እንጦጦ) — гірська вершина поруч з Аддис-Абебою. Є частиною гірського ланцюга Ентото, досягає висоти 3200 м н.р.м. Історичне місце, де Менелік II побудував свій палац, коли переніс столицю з міста Анкобер до Аддис-Абеби. Тут розташовано безліч монастирів.
Гора густо вкрита евкаліптовими деревами, посадженими в період правління імператора Менеліка II. Іноді цей ліс називають «легенями Аддис-Абеби». Також є важливим джерелом дров для міста.
Церква на горі Ентото — найперша церква Аддис-Абеби. Збудована Менеліком ІІ та його дружиною. До заснування Аддиси вони отаборилися на горі, родині сподобалося і вони збудували церкву, палац, а навколо розклали табір для підданих. Дружина Менеліка ІІ виявила, що біля підніжжя гори б'ють прекрасні гарячі джерела і взагалі — це чудове місце для нової столиці. Вона і наполягла, щоб саме там почали будувати нову столицю і назвала її на честь нової квітки Аддис-Абебою. Дружина Менеліка ІІ взагалі була жінкою прогресивною. Вона побудувала перший готель в Аддисі, завдяки її тактиці і стратегії були виграні основні битви за часів правління Менеліка ІІ.

## Ресурси Інтернету
- Булатович А. К. От Энтото до реки Баро. Отчёт о путешествии в юго-западные области Эфиопской империи в 1896—1897 гг. — СПб.: тип. В. Киршбаума, 1897. [Архівовано 19 жовтня 2014 у Wayback Machine.]

## Виноски
1. ↑  Bahru Zewde, Pioneers of Change in Ethiopia (Oxford: James Currey, 2002), pp. 23f